# Borkovany
Borkovany är en ort i Tjeckien.   Den ligger i regionen Södra Mähren, i den sydöstra delen av landet, 210 km sydost om huvudstaden Prag. Borkovany ligger 271 meter över havet och antalet invånare är 733.
Terrängen runt Borkovany är platt.Runt Borkovany är det ganska tätbefolkat, med 100 invånare per kvadratkilometer. Närmaste större samhälle är Šlapanice, 16,7 km norr om Borkovany. Trakten runt Borkovany består till största delen av jordbruksmark.